# Slacker Uprising
Slacker Uprising è un film documentario diretto da Michael Moore.
Il titolo racconta il viaggio itinerante intrapreso dal regista nei college negli Swing States durante la campagna elettorale presidenziale americana del 2004, con l'obiettivo di incoraggiare i giovani ad andare a votare. Il film è la riedizione di un documentario dell'anno precedente, Captain Mike Across America, presentato al Toronto International Film Festival nel 2007. È stato uno dei primi lungometraggi realizzati da un regista noto a essere distribuito liberamente su internet. Il free download è possibile solo per coloro che risiedono negli Stati Uniti e in Canada. Il film contiene performance dal vivo o apparizioni di Eddie Vedder, Roseanne Barr, Joan Baez, Tom Morello, R.E.M., Steve Earle, e Viggo Mortensen. La colonna sonora è degli Anti-Flag.